# Ndasa
Ndasa (auch Andasa, Ndash und Ndassa) ist eine Bantusprache und wird von circa 6990 Menschen in der Republik Kongo und Gabun gesprochen (Zensus 2000).
Sie ist in der Republik Kongo in der Region Lékoumou mit circa 4530 Sprechern und in Gabun in der Provinz Haut-Ogooué südlich der Stadt Franceville mit circa 2460 Sprechern verbreitet.

## Klassifikation
Ndasa ist eine Nordwest-Bantusprache und gehört zur Kele-Gruppe, die als Guthrie-Zone B20 klassifiziert wird.